# Spedizioni antartiche sovietiche
Le spedizioni antartiche sovietiche (in lingua russa: Советская антарктическая экспедиция, САЭ, traslitterato: Sovyetskaya antarkticheskaya ekspeditziya) furono una serie di spedizioni in Antartide organizzate dall'Arctic and Antarctic Research Institute, che faceva parte del Comitato sovietico per la Ricerca antartica dell'Accademia russa delle scienze. 
Furono organizzate in totale 36 spedizioni dal 1955 fino alla dissoluzione dell'Unione Sovietica avvenuta il 26 dicembre 1991. La gestione delle basi antartiche fu a quel punto presa in carico dalla Russia.
La responsabilità amministrativa, logistica e delle forniture faceva capo al Ministero dei trasporti marittimi dell'Unione Sovietica.
Il primo contatto sovietico con l'Antartide ebbe luogo nel gennaio 1947, quando una prima flotta di navi baleniere cominciò la sua attività di caccia alla balena nelle acque dell'Oceano antartico.

## Basi sovietiche in Antartide
La prima base sovietica in Antartide, la stazione permanente Mirny, fu fondata il 13 febbraio 1956 e posta nei pressi della costa. A questa si aggiunse l'anno successivo la base Vostok, aperta il 16 dicembre 1957. Realizzata in occasione dell'Anno geofisico internazionale, la stazione di ricerca era stata posizionata nel cuore dell'Altopiano Antartico, a 1410 km dalla base Mirnyj, 1260 km dalla più prossima linea costiera e a 1280 km dal Polo Sud, in prossimità del Polo Sud geomagnetico.

## Le 36 spedizioni antartiche sovietiche
Le 36 spedizioni antartiche sovietiche furono organizzate nel seguente ordine:
- 1955-1957. Prima spedizione antartica sovietica, comandata da Michail Michajlovič Somov.
- 1956-1958. Seconda spedizione antartica sovietica, comandata da Aleksei Treshnikov.
- 1957-1959. Terza spedizione antartica sovietica, comandata da Evgenij Ivanovič Tolstikov.
- 1958-1960. Quarta spedizione antartica sovietica, comandata da Aleksandr Dralkin.
- 1959-1961. Quinta spedizione antartica sovietica, comandata da Yevgeny Korotkevich.
- 1960-1962. Sesta spedizione antartica sovietica, condotta da V. Driatsky.
- 1961-1963. Settima spedizione antartica sovietica, comandata da Aleksandr Dralkin.
- 1962-1964. Ottava spedizione antartica sovietica, condotta da Michail Somov.
- 1963-1965. Nona spedizione antartica sovietica, condotta da Michail Somov.
- 1964-1966. Decima spedizione antartica sovietica, condotta da M. Ostrekin, I. Petrov.
- 1965-1967. Undicesima spedizione antartica sovietica, condotta D. Maksutov e Leonid Dubrovin.
- 1966-1968. Dodicesima spedizione antartica sovietica, comandata da Pavel Senko e Vladislav Gerbovich.
- 1967-1969. Tredicesima spedizione antartica sovietica, di Aleksei Treshnikov.
- 1968-1970. Quattordicesima spedizione antartica sovietica, di D. Maksutov e Ernst Krenkel.
- 1969-1971. Quindicesima spedizione antartica sovietica, comandata da Pavel Senko e Vladislav Gerbovich.
- 1970-1972. Sedicesima spedizione sovietica, di I. Petrov e Yury Tarbeyev.
- 1971-1973. Diciassettesima spedizione antartica sovietica, diretta da Yevgeny Korotkevich e V. Averyanov.
- 1972-1974. Diciottesima spedizione antartica sovietica, diretta da Pavel Senko.
- 1973-1975. Diciannovesima spedizione antartica sovietica, diretta da D. Maksutov, V. Ignatov.
- 1974-1976. Ventesima spedizione antartica sovietica, diretta da V. Serdyukov, N. Kornilov.
- 1975-1977. Ventunesima spedizione antartica sovietica, diretta da O. Sedov, G. Bardin.
- 1976-1978. Ventiduesima spedizione antartica sovietica, diretta da N. Tyabin, Leonid Dubrovin.
- 1977-1979. Ventitreesima spedizione antartica sovietica, diretta da V. Serdyukov, O. Sedov.
- 1978-1980. Ventiquattresima spedizione antartica sovietica, diretta da A. Artemyev, O. Sedov.
- 1979-1980. Venticinquesima spedizione antartica sovietica, diretta da N. Kornilov, N. Tyabin.
- 1980-1982. Ventiseiesima spedizione antartica sovietica, diretta da V. Serdyukov, V. Shamontyev.
- 1981-1983. Ventisettesima spedizione antartica sovietica, diretta da D. Maksutov, R. Galkin.
- 1982-1984. Ventottesima spedizione antartica sovietica, diretta da N. Kornilov, A. Artemyev.
- 1983-1985. Ventinovesima spedizione antartica sovietica, diretta da N. Tyabin, L. Bulatov.
- 1984-1986. Trentesima spedizione antartica sovietica, diretta da D. Maksutov, R. Galkin.
- 1985-1987. Trentunesima spedizione antartica sovietica, diretta da N. Tyabin, V. Dubovtsev.
- 1986-1988: Trentaduesima spedizione antartica sovietica, diretta da V. Klokov, V. Vovk.
- 1987-1989. Trentatreesima spedizione antartica sovietica, diretta da N.A. Kornilov, Yu.A. Khabarov.
- 1988-1990. Trentaquattresima spedizione antartica sovietica, diretta da S.M. Pryamikov, L.V. Bulatov.
- 1989-1991. Trentacinquesima spedizione antartica sovietica, diretta da V.M. Piguzov.
- 1991-1992. Trentaseiesima e ultima spedizione antartica sovietica, diretta da Lev Savatyugin.